# Margaret Muriuki
Margaret Wangari Muriuki  (née le 21 mars 1986 à Nakuru) est une athlète kényane, spécialiste des courses de fond.

## Biographie
En 2010, elle remporte le titre par équipe des championnats du monde de cross-country à Bydgoszcz en Pologne, aux côtés de ses compatriotes Emily Chebet, Linet Masai et Lineth Chepkurui. En 2012, elle s'adjuge la médaille d'argent en individuel et la médaille d'or par équipes lors des championnats d'Afrique de cross disputés au Cap, en Afrique du Sud. Cette même année, elle se classe troisième du 1 500 mètres lors des championnats d'Afrique de Porto-Novo au Bénin, derrière la Marocaine Rabab Arafi et la Kényane Mary Kuria.

### Palmarès
| Date | Compétition                             | Lieu       | Résultat | Épreuve             |
| ---- | --------------------------------------- | ---------- | -------- | ------------------- |
| 2007 | Jeux africains                          | Alger      | 7e       | 1 500 m             |
| 2008 | Championnats du monde de cross-country  | Édimbourg  | 8e       | Course individuelle |
| 2008 | Championnats du monde de cross-country  | Édimbourg  | 2e       | Par équipes         |
| 2010 | Championnats du monde de cross-country  | Bydgoszcz  | 6e       | Course individuelle |
| 2010 | Championnats du monde de cross-country  | Bydgoszcz  | 1re      | Par équipes         |
| 2012 | Championnats d'Afrique de cross-country | Le Cap     | 2e       | Course individuelle |
| 2012 | Championnats d'Afrique de cross-country | Le Cap     | 1re      | Par équipes         |
| 2012 | Championnats d'Afrique                  | Porto-Novo | 3e       | 1 500 m             |
| 2022 | Jeux du Commonwealth                    | Birmingham | 2e       | Marathon            |

### Records
| Épreuve  | Performance    | Lieu       | Date            |
| -------- | -------------- | ---------- | --------------- |
| 1 500 m  | 4 min 6 s 50   | Porto-Novo | 29 juin 2012    |
| 5 000 m  | 14 min 40 s 48 | Oslo       | 13 juin 2013    |
| Marathon | 2 h 28 min 0 s | Birmingham | 30 juillet 2022 |